# Cloche de l'église de Molles
La cloche de l'église Saint-Jean-Baptiste de Molles, un village du sud-est de l'Allier, dans la montagne bourbonnaise, est une cloche de bronze datant de 1768. Elle a été classée monument historique au titre d'objet le 14 novembre 1907. 